# Euphorbia origanoides
Espèce
Statut de conservation UICN

 CR B1ab(ii,iii,iv,v)+2ab(ii,iii,iv,v) : 
En danger critique
Synonymes
- Euphorbia berteriana Balb.[2]
- Euphorbia origanoides Bertero[2]

Euphorbia origanoides est une espèce de plantes de la famille des Euphorbiacées endémique de l'île de l'Ascension à Saint Helena, Ascension and Tristan da Cunha.